# Claude Ballin
Pour les articles homonymes, voir Claude Ballin (le Jeune) et Ballin.
Claude Ballin est un important orfèvre français, né à Paris en 1615 et mort dans sa ville natale le 22 janvier 1678.

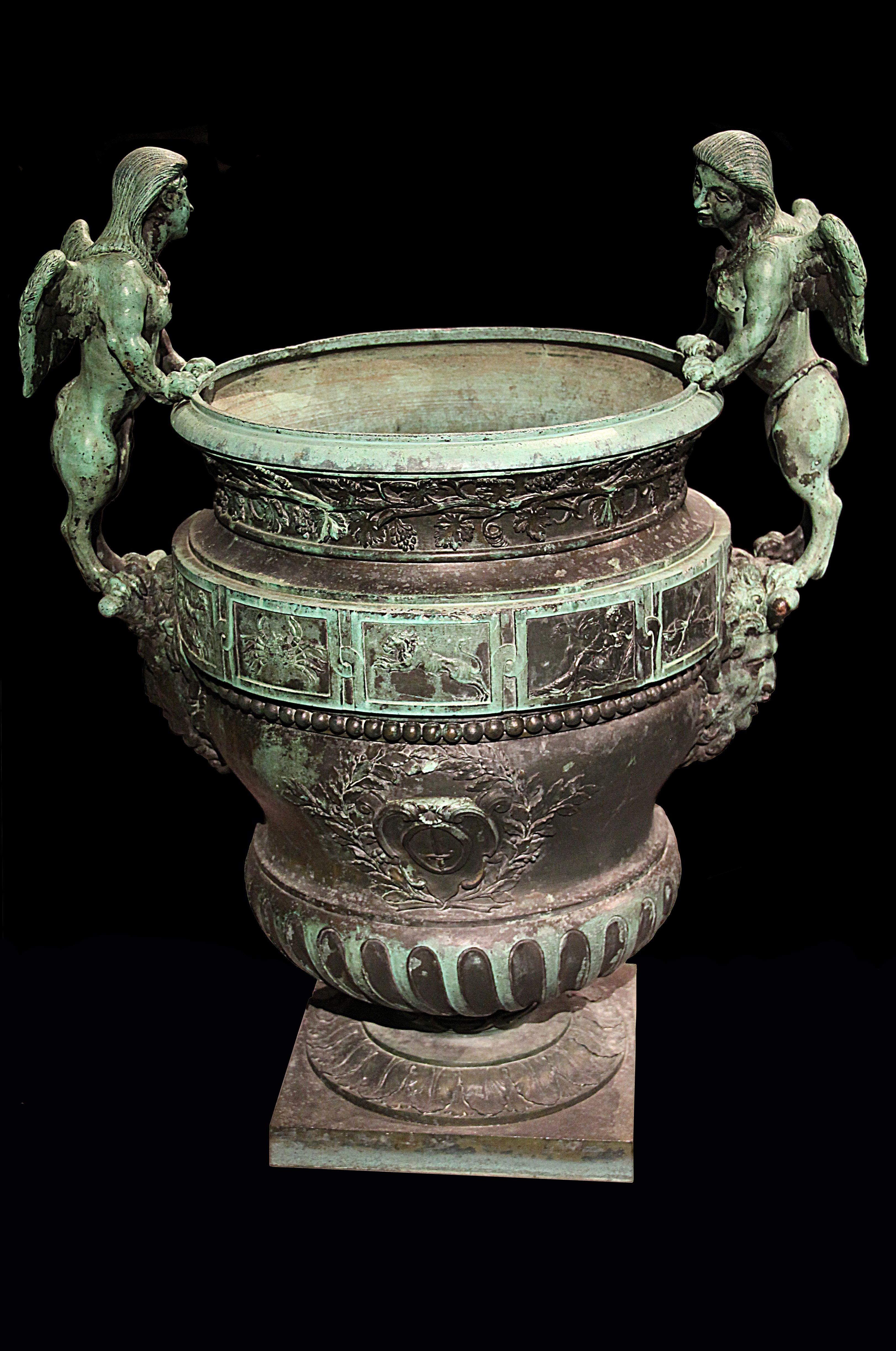
Vases en bronze aux chimères réalisé en 1665 par Claude Ballin pour le parterre du Midi à Versailles.

## Parcours
Formé d'abord au dessin, il commença par se faire la main en copiant des tableaux de Nicolas Poussin. Après une formation d'orfèvre-ciseleur, il produisit déjà à dix-neuf ans de splendides bassins d'argent où était ciselée une allégorie des quatre âges du monde, qui plurent beaucoup à Monsieur le Cardinal de Richelieu. Celui-ci demanda ensuite à Ballin de lui exécuter quatre vases destinés à être assortis à ces bassins d'argent.
Inspiré par toute la tradition italienne, il fut le plus fécond et l'un des plus éminents orfèvres de son temps, avec son neveu Claude Ballin (le Jeune) et le beau-frère de celui-ci, Nicolas Delaunay. Il fut l'un des principaux créateurs du mobilier d'argent du roi Louis XIV. Ces 200 pièces de mobilier, constituées de 20 tonnes d'argent massif, disparurent en 1689, fondues sur ordre du roi pour financer la guerre de la Ligue d'Augsbourg. Les dessins de ce mobilier furent achetés par le roi Gustave III de Suède, admirateur des œuvres de Claude Ballin, et sont actuellement conservés au musée national des beaux-arts de Stockholm.
Le fronton de la façade de l'École Boulle porte en exergue les noms d'éminents artisans, dont celui de l'orfèvre Claude Ballin.